# Arthur H. Robinson
Arthur H. Robinson (Montreal, 5 de janeiro de 1915 – Madison, 10 de outubro de 2004) foi um geógrafo e cartógrafo norte-americano, que foi professor no Departamento de Geografia da Universidade de Wisconsin-Madison de 1947 até se aposentar em 1980. Ele foi um escritor prolífico e filósofo influente em cartografia, e uma de suas realizações mais notáveis é a projeção de Robinson de 1961.

## Trabalho
Robinson foi um escritor prolífico e filósofo influente na cartografia: De acordo com Robinson, “o objetivo do projeto cartográfico é apresentar os dados geográficos de tal forma que o mapa, como um todo, apareça como uma unidade integrada e de modo que cada item incluído seja claro, legível e nem mais nem menos proeminente do que deveria ser”. Como Richard Edes Harrison, outro cartógrafo de sucesso durante a guerra, Robinson alertou contra os perigos de aceitar cegamente convenções no design de mapas, como sempre colocar o norte no topo do mapa. Robinson escreveu que nem a lógica nem o valor educacional exigiam colocar o norte no topo do mapa.
- Em The Look of Maps (1952), baseado em sua pesquisa de doutorado, Robinson exortou os cartógrafos a considerar a função de um mapa como parte integrante do processo de design.

- No texto In The Nature of Maps (1976), Robinson e a co-autora Barbara Bartz Petchenik criaram o termo map percipient , um usuário do mapa que interage com um mapa de maneira perspicaz e não apenas como um observador casual. Os autores enfatizaram que … a natureza do mapa como uma imagem e a maneira pela qual ele funciona como um dispositivo de comunicação entre o cartógrafo e o observador precisam de consideração e análise muito mais profundas do que já receberam.[7]
- Robinson também foi co-autor de um livro amplamente utilizado, Elements of Cartography, cuja sexta e última edição foi publicada em 1995.

### Projeção de Robinson

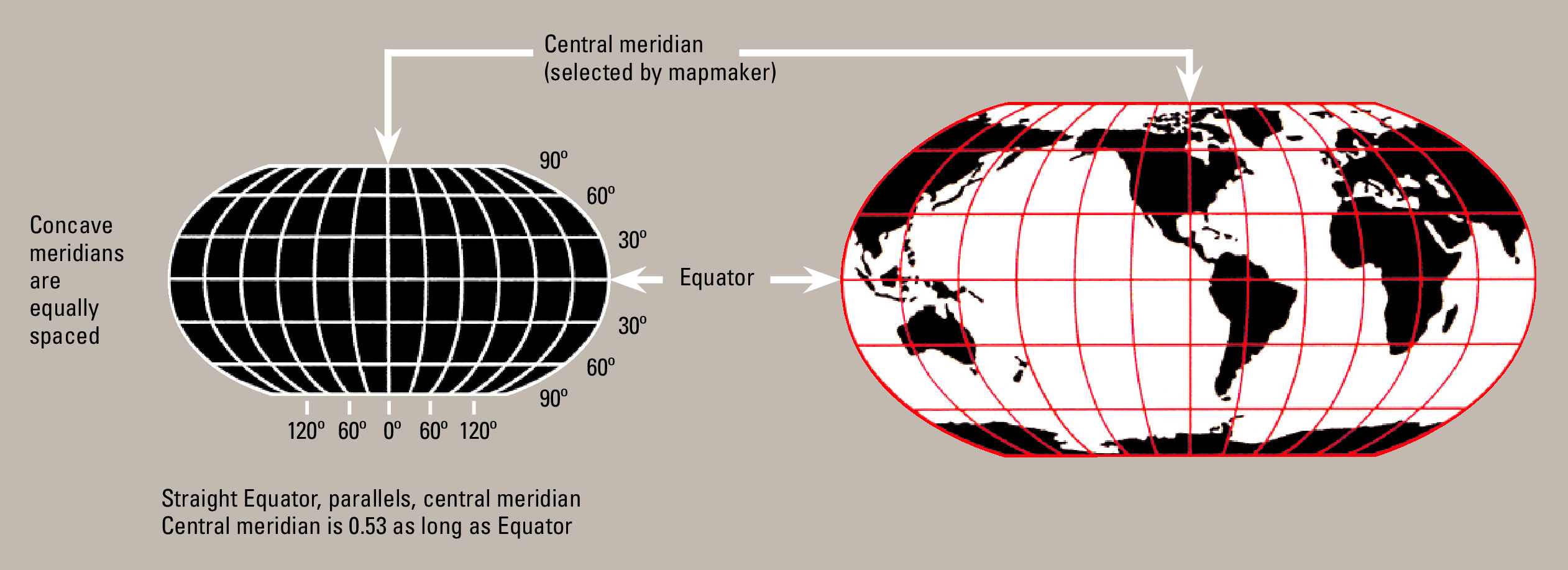
A projeção de Robinson é um exemplo de projeção pseudocilíndrica.

Uma das realizações mais notáveis de Robinson é a projeção de Robinson. Em 1961, Rand McNally pediu a Robinson que escolhesse uma projeção para uso como mapa-múndi que, entre outros critérios, fosse ininterrupta, tivesse distorção limitada e fosse agradável aos olhos dos espectadores em geral. Robinson não conseguiu encontrar uma projeção que satisfizesse os critérios, então Rand McNally o contratou para projetar uma.
Robinson procedeu através de um processo iterativo para criar uma projeção pseudocilíndrica que pretende encontrar um compromisso entre as distorções nas áreas e nas distâncias, de forma a obter uma visualização mais natural. A projeção tem sido amplamente utilizada desde a sua introdução. Em 1988, a National Geographic Society o adotou para seus mapas mundiais, mas o substituiu em 1998 pela Projeção Winke tripel.

## Publicações
Robinson produziu mais de 60 artigos para publicações profissionais, bem como quinze livros e monografias. Livros:
- 1952. The Look of Maps. Madison:University of Wisconsin Press.[10]
- 1976. The Nature of Maps. Com B. Petchenik. Chicago: The University of Chicago Press.
- 1982. Early Thematic Mapping in the History of Cartography.
- 1995. Elements of Cartography (6th Edition). Com A. Robinson, J. Morrison, P. Muehrke, A. Kimmerling & S. Guptill. New York: Wiley.